# Edith Barakovich
Edith Barakovich (Zemun, 14 de febrero de 1896-Casablanca, 11 de diciembre de 1940), también conocida como  Edith de Barakowitz, fue una fotógrafa austriaca que se suicidó tras pensar que finalmente no lograría escapar hacía el continente americano en la Segunda Guerra Mundial.

## Biografía
Nació en la localidad de Semlin, según el nombre oficial en alemán de esta localidad, que se encuentra hoy en día en Serbia, entonces parte del imperio Austro-Húngaro.
Entre 1913 y 1915 estudió fotografía en Viena en el prestigioso estudio de Dora Kallmus especializado en moda y en la alta sociedad de la capital imperial. También estudió en una de las escuelas superiores de diseño de la ciudad y en 1918 abrió su propio negocio fotográfico en la zona de Wieden (distrito 4). 
Entre sus trabajos de sociedad y retrato, pudo retratar en su estudio a personalidades como Richard Strauss, Felix Salten y Alexander Lernet-Holenia, entre otros, siendo publicadas habitualmente sus imágenes en los periódicos y revistas de la capital.
Edith Barakovich contrajo matrimonio con el escritor e impresor Paul Frank, con el que permaneció durante una época en Berlín. Tras el ascenso nazi al poder en 1933 tuvo que regresar a Viena y tras el Anschluss de 1938 con el que Austria pasaba a formar parte del Tercer Reich, ella y su marido volaron a Francia con la intención de emigrar definitivamente a los USA. 
Residieron en París, como todavía se podían permitir por los derechos de autor de Frank, hasta que ya iniciada la Segunda Guerra Mundial, comenzó la invasión alemana de Francia. Como ciudadanos extranjeros fueron obligados a viajar hasta la ciudad de Burdeos para presentarse en un campo de internamiento, momento que aprovecharon para huir con lo puesto hasta Bayona y pasar la frontera con España. Tras atravesar este país cruzándolo hasta Marruecos llegaron a Casablanca con la intención de conseguir su deseada visa hacia los USA, pero perteneciendo esta ciudad a la Francia ocupada tenían la obligación de trasladarse a Vichy a solicitarlo. Edith Barakovich no pudo superar esta situación y se suicidó tomando medicamentos. Su marido Frank, no obstante, consiguió el ansiado pasaje tan sólo tres meses después y emigró definitivamente a los USA.

”Retratos”
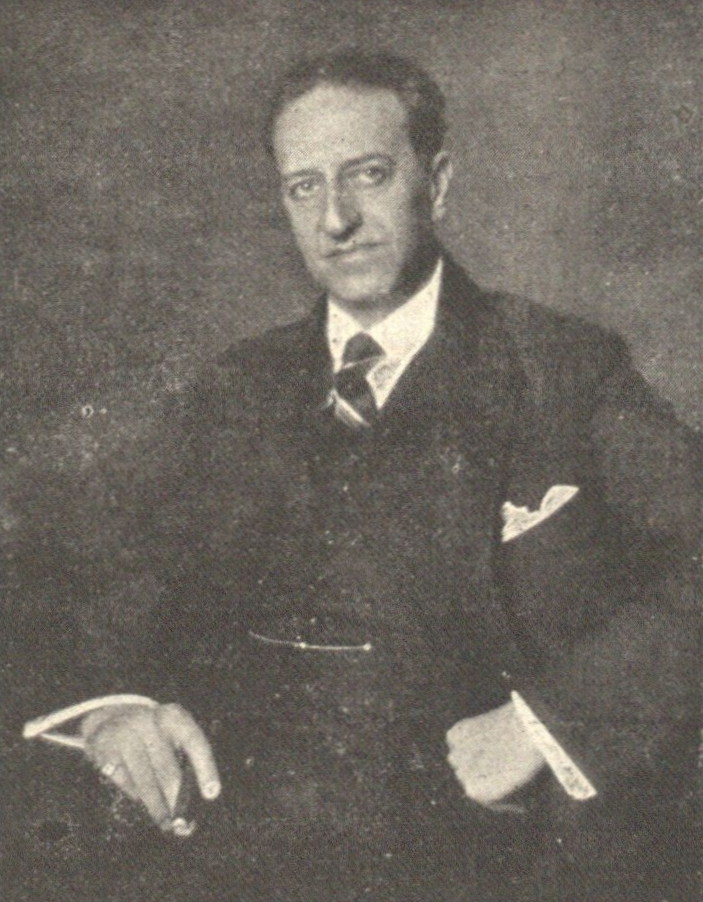
Oscar Straus (hacia 1918)
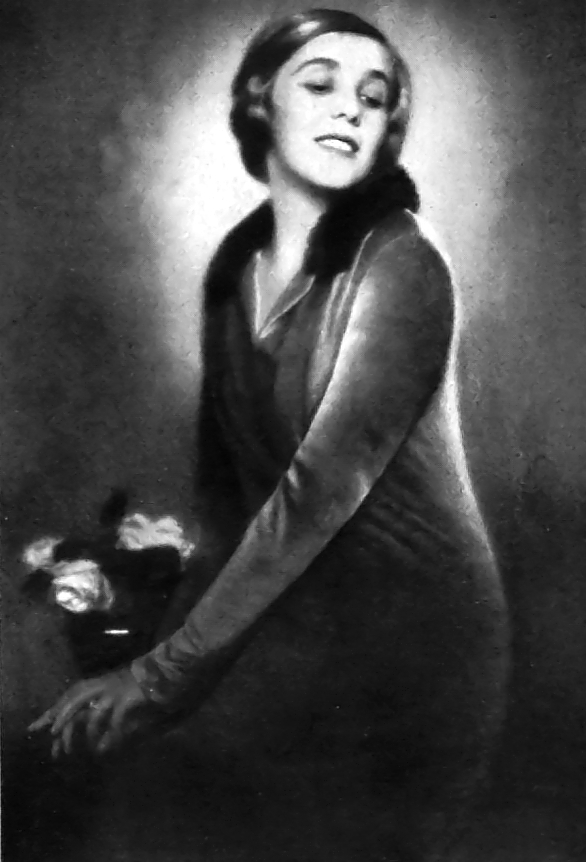
Lili Darvas (hacia 1926)
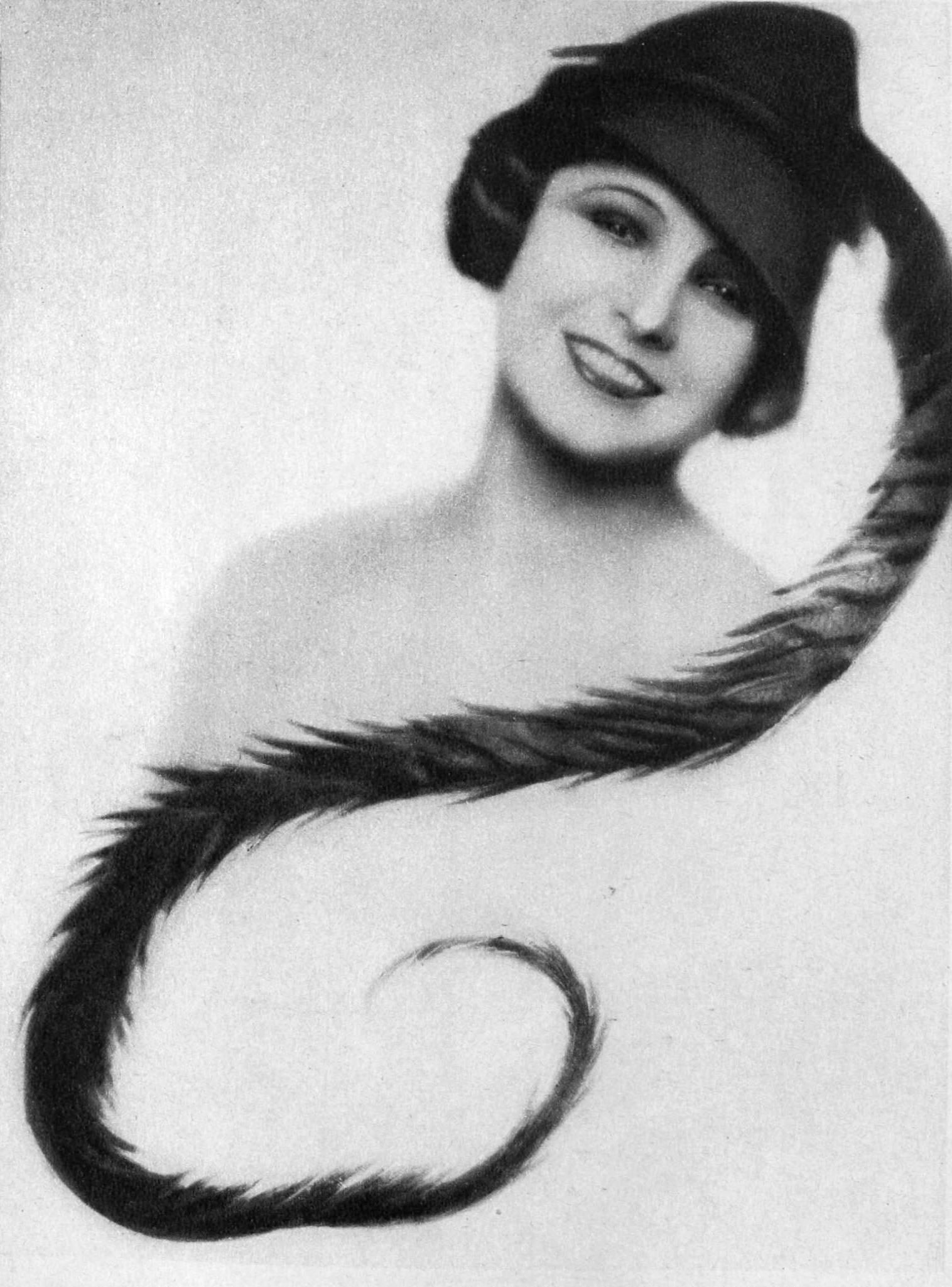
La Jana (hacia 1928)
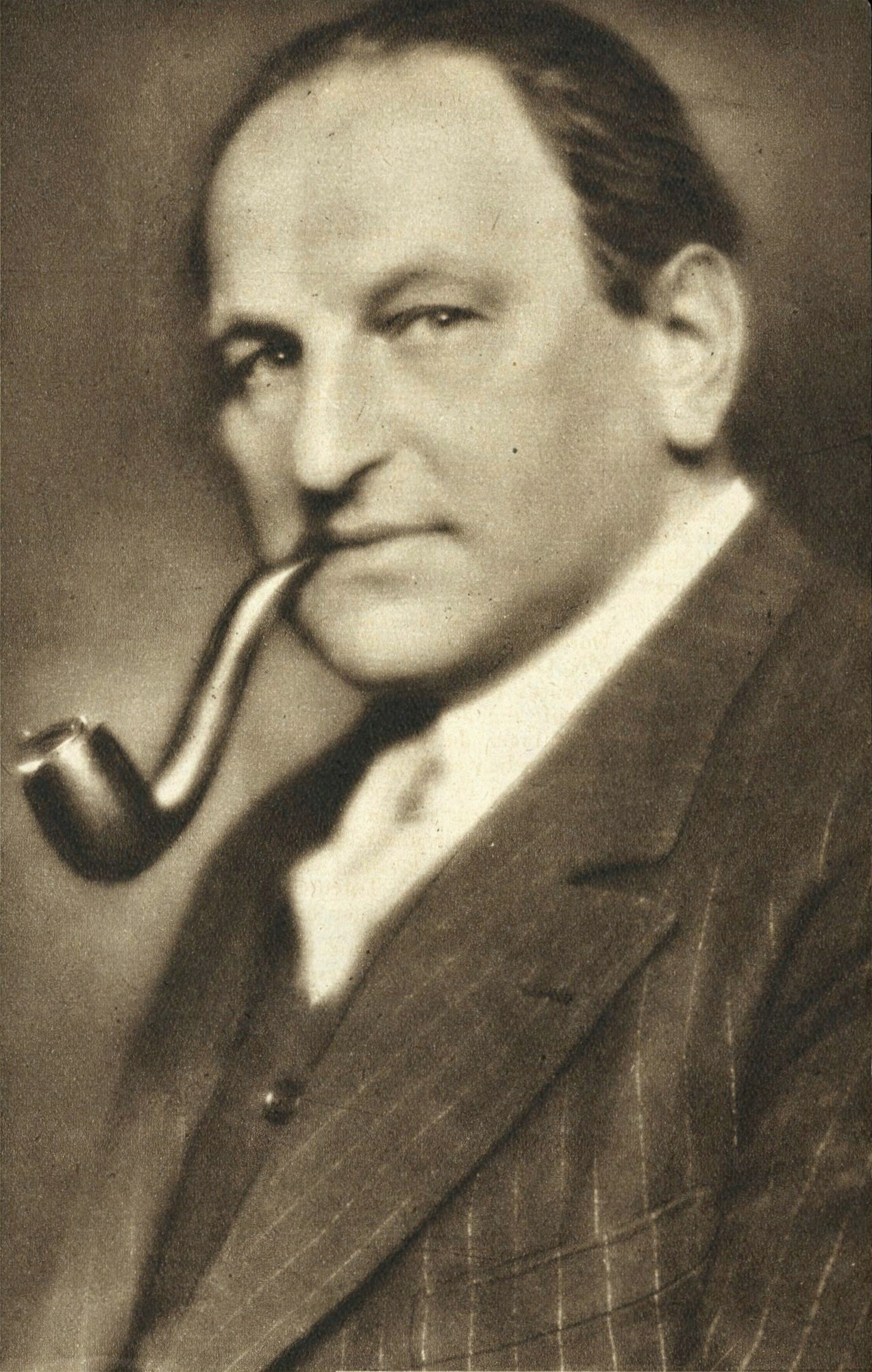
Egon Friedell (en torno a 1931)